# Ecodistrito

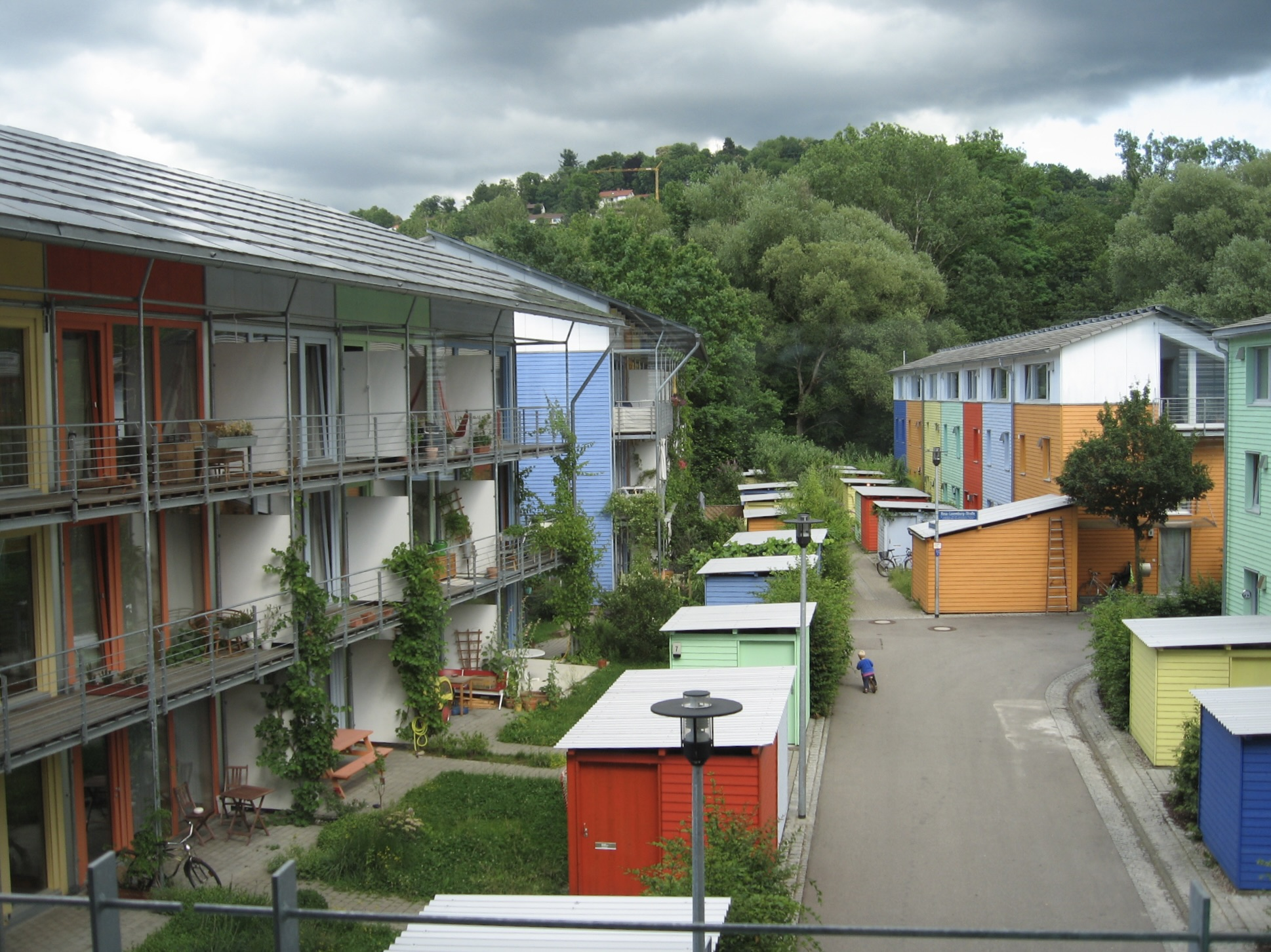
Desarrollo de la energía solar: eco-urbanización en Friburgo de Brisgovia (Baden-Wurtemberg, Alemania).

Un ecodistrito o ecobarrio es un neologismo que asocia los términos "distrito" y "eco-" como una abreviatura de ecológico. Designa una planificación urbana que tiene por finalidad integrar los objetivos de "desarrollo sostenible y reducir la huella ecológica del proyecto. Este concepto hace hincapié en la consideración de los problemas ambientales, mediante la consideración de niveles ambiciosos de requisitos.

## Ejemplos
Se pueden encontrar ecodistritos en:
- Ciudades europeas, tales como:
  - Estocolmo (Hammarby Sjöstad) (Suecia)
  - Hanover (Alemania)
  - Friburgo de Brisgovia (Vauban, Friburgo) (Alemania)
  - Malmö (Suecia)
  - Londres (BedZED) (Reino Unido)
  - EVA Lanxmeer (Culemborg) (Países Bajos)

- Otros continentes:
  - Dongtan (China)